# Eleutherodactylus cundalli
Eleutherodactylus cundalli är en groddjursart som beskrevs av Dunn 1926. Eleutherodactylus cundalli ingår i släktet Eleutherodactylus och familjen Eleutherodactylidae. IUCN kategoriserar arten globalt som sårbar. Inga underarter finns listade i Catalogue of Life.